# 東倫敦 (倫敦地區)

東倫敦（英語：East London）指英國英格蘭倫敦的東部地區。東倫敦一般指古倫敦市以東和泰晤士河以北的地區，廣義上包括巴金和達格納姆區、哈克尼區、黑弗靈區、紐漢區、紅橋區、塔村區、沃爾瑟姆森林區，接近舊塔區的範圍。

## 外部連結
- 维基导游上有關East London的旅行指南
- Rooms in East London （页面存档备份，存于）

51°33′11″N 0°05′35″E / 51.553°N 0.0930°E